# باك روكستون
باك روكستون (ولد في بختيار تشومبا رستمجي راتانجي حكيم؛ 21 مارس 1899 - 12 مايو 1936) كان طبيبًا هنديًا أدين وحكم عليه بالشنق لاحقًا في سبتمبر 1935 بجرائم قتل زوجته إيزابيلا روكستون (اسم الولادة: كير) وخادمة المنزل ماري جين روجرسون، في منزله في لانكستر، إنجلترا. تُعرف جرائم القتل هذه بشكل غير رسمي باسم: الأجسام تحت الجسر، وجرائم المنشار، بينما أصبح روكستون نفسه معروفًا باسم الجراح المتوحش.
أصبحت القضية تعرف باسم الأجسام تحت الجسر بسبب الموقع بالقرب من بلدة دومفريشير في موفات في المرتفعات الجنوبية من اسكتلندا، حيث عثر على الجثث. وقد أُطلق على القضية أيضًا اسم جرائم جيغساو أو المنشار نظرًا للجهود المضنية لإعادة تجميع الضحايا وتحديد هويتهم ومن ثم تحديد مكان قتلهم. حصل روكستون على لقب الجراح المتوحش بسبب مهنته بالإضافة إلى التشويه الواسع الذي أحدثه في أجساد ضحاياه.
ثبت أن محاكمة جرائم قتل روكستون هي واحدة من أكثر القضايا القانونية شهرة وانتشارًا في المملكة المتحدة في ثلاثينيات القرن الماضي. تذكر القضية نفسها في المقام الأول لتقنيات الطب الشرعي المبتكرة المستخدمة لتحديد هوية الضحايا وإثبات أن جرائم القتل قد ارتكبت داخل منزل روكستون.

## الحياة المبكرة
الطفولة والشباب
ولد باك روكستون في بومباي، الهند البريطانية، في 21 مارس 1899 لعائلة ثرية من الطبقة الوسطى والمجموعة العرقية البارسية من أصل هندي فرنسي.
تلقى روكستون تربية محترمة، وعلى الرغم من كونه شابًا حساسًا ولديه عدد قليل من الأصدقاء، لكنه كان ذكيًا للغاية وتلقى تعليمًا شاملًا. بحلول سنوات المراهقة، كان قد عقد العزم على البحث عن وظيفة في الطب. بدعم مالي من والديه، درس روكستون في جامعة بومباي، حيث حصل على درجة البكالوريوس في الطب في عام 1922. وفي العام التالي، حصل على شهادة الجراحة من نفس الكلية. بعد وقت قصير من إكمال دراسته، حصل روكستون على وظيفة في مستشفى بومباي، حيث تخصص في الطب والقبالة وأمراض النساء. حصل لاحقًا على عمل في الخدمة الطبية الهندية، حيث عيّن في البصرة، وبعد ذلك في بغداد.
في مايو 1925، تزوج روكستون من امرأة بارسية تدعى موتيباي الجيهانجيرجي غاديالي. كان الزواج مرتبًا، والذي تبين في النهاية أنه لم يدم طويلًا. عندما انتقل روكستون إلى بريطانيا في العام التالي، أخفى جميع الأدلة على هذا الزواج، على الرغم من أنه في عام 1928، اتصل بوالد زوجته، الجيهارنجيرجي، طالبًا منه إرسال مبلغ 200 جنيه إسترليني على الفور إليه عن طريق التحويل السريع..
الانتقال إلى بريطانيا
بمساعدة مالية من عائلته ومن الخدمات الطبية في بومباي، انتقل روكستون إلى بريطانيا في عام 1926. وحضر دورات طبية في مستشفى كلية لندن الجامعية تحت اسم غابرييل حكيم، قبل أن ينتقل إلى إدنبرة في عام 1927 لبدء الدراسة من أجل الحصول على زمالة كليات الجراحين الملكية. على الرغم من أن روكستون فشل في امتحان القبول، فقد أذن المجلس الطبي العام بممارسته للطب في المملكة المتحدة على أساس قوة المؤهلات التي حصل عليها سابقًا في بومباي. بعد ذلك بوقت قصير، قام بتغيير اسمه قانونيًا عن طريق عقد من طرف واحد إلى باك روكستون.
أثناء دراسته ليصبح زميلًا في الكليات الملكية للجراحين في إدنبرة، تعرف روكستون على امرأة تبلغ من العمر 26 عامًا تدعى إيزابيلا فان إس، كانت تدير مقهى في المدينة. كانت إيزابيلا في وقت تعارفهما ما تزال متزوجة قانونيًا من هولندي تزوجته عام 1919، لكن هذا الزواج لم يستمر إلا لأسابيع، واستأنفت استخدام اسمها قبل الزواج: كير. بدأ الاثنان بالمواعدة، وكانت إيزابيلا مع روكستون عندما انتقل إلى إنجلترا في عام 1928. وعمل كمساعد لطبيب في لندن، وزميل بارسي يُدعى مانيك موتوفرام، ولاحقًا كمساعد لطبيب مقيم في ستيبني. بي آر ريجيت. في العام التالي، أنجبت إيزابيلا الطفل الأول للزوجين، وهي ابنة أطلقوا عليها اسم إليزابيث.
تأسيس الممارسة الطبية
في عام 1930، انتقل آل روكستون من لندن إلى لانكستر، لانكشاير، حيث أسس عيادة طبية في منزل عائلته في 2 دالتون سكوير. بذل روكستون جهودًا كبيرة للاندماج في المجتمع البريطاني، وسرعان ما اكتسب سمعة طيبة بين مرضاه كطبيب عام مجتهد ورحيم يحظى باحترام كبير وشعبية في المجتمع. ومن المعروف أنه تنازل عن رسوم العلاج في عدة مناسبات عندما شعر أن مرضاه لا يستطيعون دفعها. في العام التالي، ولدت ابنة ثانية، ديان. بعد ذلك بعامين، في عام 1933، أنجبت إيزابيلا ابنًا اسمه وليام. في نفس العام، وظفت عائلة روكستون خادمة شابة ومدبرة منزل مقيمة تُدعى ماري جين روجرسون، وذلك في المقام الأول لرعاية أطفالهم.
الغيرة والعنف المنزلي
على الرغم من سمعته المحترمة في مجتمع لانكستر، كانت العلاقة بين باك وإيزابيلا روكستون محفوفة بالمخاطر، وأصبح يشك على نحو متزايد في خيانة إيزابيلا المزعومة، ويقال إنه انفجر في نوبات من الغضب أو نوبات من الهستيريا الدامعة والشفقة على الذات خلف الأبواب المغلقة. في عدة مناسبات، دفعت هذه الحجج إيزابيلا إلى حزم أمتعتها والعودة إلى إدنبرة مع أطفالها، على الرغم من أن المكالمات الهاتفية التي لا مفر منها من روكستون والتي كان يناشد فيها إيزابيلا بالبكاء للعودة إلى لانكستر كانت تدفعها بالعودة إليه، وقال لاحقًا للمحققين أنه في المناسبات المتكررة التي تعود فيها إيزابيلا إلى دالتون، كانت تقول له دائمًا: أتساءل كيف يمكنني أن أتحدث معك في أي وقت.
من غير المعروف متى بدأ روكستون في اتهام إيزابيلا بالخيانة والاعتداء عليها، على الرغم من أن الخلافات العنيفة بين الزوجين أدت إلى تدخل الشرطة في عدة مناسبات. استوجب الأمر تسوية الخلافات بين الزوجين في بعض الأحيان في مركز شرطة لانكستر، حيث كانت الشرطة تراقب روكستون يتحدث بشكل متقطع قبل أن ينفجر بالبكاء. علاوة على ذلك، من المعروف أن إيزابيلا حاولت الانتحار بطريقة الاختناق بالغاز في عام 1932، وقد أدت محاولة الانتحار هذه إلى إجهاضها.
في إحدى المرات في عام 1933، اشتكت إيزابيلا للشرطة من أن زوجها بدأ يضربها؛ عندما زارت الشرطة عيادة روكستون للتحقيق في ادعاءاتها، أنكر روكستون أنه اعتدى على زوجته، زاعمًا أن إيزابيلا لم تكن مخلصة له. ومع ذلك، في غضون أربع وعشرين ساعة من هذا الحادث، عادت إيزابيلا إلى شريكها. في مناسبة أخرى في أبريل 1934، استدعي شرطي من لانكستر إلى منزل روكستون بعد شجار آخر. عند وصوله، أخبر روكستون الضابط: أيها الرقيب، أشعر برغبة في قتل شخصين ... زوجتي ستخرج لمقابلة رجل.
في أوائل سبتمبر 1935، سافرت إيزابيلا روكستون إلى إدنبرة لزيارة إحدى شقيقاتها. كانت برفقتهم عائلة بارزة في لانكستر تدعى إدموندسون، والتي كانت عائلة روكستون على معرفة وثيقة بها. بسبب انشغالاته، لم يرافق روكستون نفسه زوجته في هذه الرحلة، وبقي بالتالي في لانكستر. اعترف لاحقًا للمحققين أنه كان واثقًا أن إيزابيلا التي كانت معروفة بأنها تحتفظ أحيانًا بصحبة اجتماعية مع شاب يدعى روبرت إدموندسون - محرر مساعد في مجلس المدينة المحلي - كانت تقيم علاقة معه، وبالتالي استخدموا هذه الرحلة كوسيلة لمواصلة علاقتهما المفترضة. أكدت سجلات الفندق لاحقًا أن كل شخص بالغ قد حجز غرفة منفصلة أثناء إقامتهم في إدنبرة.